# Алі Хатамі
Алі Хатамі (перс. علی حاتمی; нар. 19 серпня 1944, Тегеран, Іран — пом. 7 грудня 1996, там же) — іранський сценарист і режисер, творець першого іранського музичного фільму.

## Біографія
Алі Хатамі народився в Тегерані, Іран. Освіту здобув на факультеті драматичного мистецтва Тегеранського університету мистецтв.
Помер від раку в 1996 році.

## Кар'єра
Хатамі розпочав кар'єру з написання телесценаріїв та як драматург. Його дебютною стрічкою став «Лисий Хасан» — перший музичний фільм Ірану. У своїх роботах Хатамі часто використовував історичних діячів чи фольклорних персонажів. У центрі сюжету драми «Саттар-хан» — народний герой Ірану, в драмедії «Хаджи Вашингтон» головний герой — іранський дипломат, а «Камаль оль Мольк» розповідає про відомого художника.
Алі Хатамі був залучений до створення іранського телесеріалу «Hezar Dastan». Після драми «Матір» працював над фільмом про класичних музикантів «Кохання потерпілого».

## Особисте життя
Алі Хатамі був одружений з акторкою Зарі Хошкам. У них народилася донька Лейла Хатамі.

## Фільмографія
| Рік  | Назва                 | Оригінальна назва              | Примітки           |
| ---- | --------------------- | ------------------------------ | ------------------ |
| 1967 |                       | Jangal- Ashpazi                | режисер, сценарист |
| 1970 | «Лисий Хасан»         | Hasan Kachal                   | режисер, сценарист |
| 1971 | «Баба Шамал»          | Baba Shamal                    | режисер, сценарист |
| 1971 | «Припутень»           | Toughi                         | режисер, сценарист |
| 1971 | «Шанувальник»         | Khastegar                      | режисер, сценарист |
| 1972 | «Саттар-хан»          | Sattar khan                    | режисер, сценарист |
| 1972 |                       | Ghalandar                      | режисер, сценарист |
| 1974 |                       | Soltan-e sahebgharan           | режисер, сценарист |
| 1978 |                       | Sooteh-Delan                   | режисер, сценарист |
| 1982 | «Хаджи Вашингтон»     | Hajji Washington               | режисер, сценарист |
| 1984 | «Камаль оль Мольк»    | Kamalolmolk                    | режисер, сценарист |
| 1985 |                       | Jafar Khan az farang bargashte | режисер            |
| 1988 |                       | Hezar Dastan                   | режисер            |
| 1991 | «Матір»               | Madar                          | режисер, сценарист |
| 1992 | «Кохання потерпілого» | Del Shodegan                   | режисер            |
| 1997 |                       | Komiteh mojazat                | режисер, сценарист |
| 1999 |                       | Tehran Rozegar-e No            | сценарист, режисер |